# Benedikt Holub
Benedikt Holub (* 2. Oktober 2000 in Frýdek-Místek) ist ein tschechischer Skispringer.

## Werdegang
Im März 2016 debütierte er im FIS Cup und belegte in Harrachov den 81. und 77. Platz. Am 30. September 2016 belegte er beim Karpaten-Cup-Wettbewerb in Râșnov den vierten Platz. Im Februar 2017 nahm er am Europäischen Olympischen Winter-Jugendfestival in Erzurum teil, wo er im Einzel den 27. Platz und im Mannschaftswettbewerb den sechsten Platz belegte. Bei den Junioren-Weltmeisterschaften 2018 in Kandersteg belegte er im Einzel den 46. Platz.
Im September 2018 erzielte er dank eines zweimaligen 21. Platzes in Râșnov seine ersten FIS-Cup-Punkte überhaupt. Im selben Monat nahm er in Klingenthal erstmals am Sommer-Continental-Cup teil – der Start endete allerdings mit zwei Disqualifikationen. Im Januar 2019 nahm er in Lahti zum zweiten Mal an den Junioren-Weltmeisterschaften teil und belegte dabei den 45. Platz im Einzel und den elften Platz mit der Mannschaft. Ein Jahr später, bei seinem letzten Start bei dieser Veranstaltung, belegte er in Oberwiesenthal den 46. Platz im Einzel und den zwölften Platz im Mannschaftswettbewerb.
Im Oktober 2020 belegte er bei den FIS-Cup-Wettbewerben in Râșnov den vierten und dritten Platz und erreichte damit erstmals die Top Ten bzw. das Podest in dieser Wettkampfserie. Im Dezember 2020 debütierte er bei der Winterausgabe des Continental Cups in Ruka und schied als 48. und 41. zweimal im ersten Durchgang aus. Am 1. Oktober 2022 gab er beim Mixed-Teamspringen in Klingenthal sein Debüt im Grand Prix, bei dem er mit der tschechischen Mannschaft den zehnten Rang belegte. Am 14. Januar 2023 gab er in Zakopane sein Debüt im Mannschaftswettbewerb im Weltcup, bei dem er gemeinsam mit seiner Mannschaft den achten Platz belegte. Am 21. Januar 2023 holte er mit dem 30. Platz in Eisenerz den ersten Continental-Cup-Punkt seiner Karriere.
Im Sommer 2023 nahm Holub an den Europaspielen teil. Er belegte dabei den 40. Platz von der Normalschanze und den 49. Platz von der Großschanze. In der darauffolgenden Saison gehörte er in Zakopane zum tschechischen Weltcupaufgebot: Er nahm dabei erstmals an einer Qualifikation teil, in der er als 64. ausschied, und wurde Elfter im Mannschaftswettbewerb. In der Saison 2024/25 ging er nicht in der höchsten Wettkampfserie an den Start, sondern nahm ausschließlich am Continental Cup und am FIS Cup teil.

## Statistik

### Europaspiele
| Europaspiele | Europaspiele | Normal- schanze | Groß- schanze |
| Jahr         | Ort          | Normal- schanze | Groß- schanze |
| ------------ | ------------ | --------------- | ------------- |
| 2023         | Zakopane     | 40.             | 49.           |

### Nordische Junioren-Skiweltmeisterschaften
| Weltmeisterschaften | Weltmeisterschaften | Einzel | Team |
| Jahr                | Ort                 | Einzel | Team |
| ------------------- | ------------------- | ------ | ---- |
| 2018                | Kandersteg          | 46.    | –    |
| 2019                | Lahti               | 45.    | 11.  |
| 2020                | Oberwiesenthal      | 46.    | 12.  |

### Europäisches Olympisches Winter-Jugendfestival
| Jugendfestival | Jugendfestival | Einzel | Team |
| Jahr           | Ort            | Einzel | Team |
| -------------- | -------------- | ------ | ---- |
| 2017           | Erzurum        | 27.    | 06.  |

### Continental-Cup-Platzierungen
| Saison  | Sommer | Sommer | Winter | Winter | Gesamt | Gesamt |
| Saison  | Platz  | Punkte | Platz  | Punkte | Platz  | Punkte |
| ------- | ------ | ------ | ------ | ------ | ------ | ------ |
| 2022/23 | –      | –      | 105.   | 001    | 130.   | 001    |
| 2023/24 | –      | –      | 093.   | 004    | 116.   | 004    |

### FIS-Cup-Platzierungen
| Saison  | Platz | Punkte |
| ------- | ----- | ------ |
| 2018/19 | 109.  | 020    |
| 2020/21 | 026.  | 118    |
| 2022/23 | 100.  | 024    |
| 2023/24 | 094.  | 027    |
| 2024/25 | 078.  | 054    |